# Jonathan Bustos
Jonathan Bustos (Buenos Aires, Argentina, 29 de junio de 1994) es un futbolista argentino. Juega como mediocentro y su equipo actual es Borneo F. C. de la Liga 1 de Indonesia.

## Trayectoria

### Huracán
El 10 de diciembre de 2011 debutó profesionalmente ante GELP por el Campeonato de Primera B Nacional 2011-12, Diego Cocca fue quien lo hizo debutar. Pierde el desempate por el ascenso en la temporada 2013/14 frente a Independiente de Avellaneda. Jugó 30 partidos y marcó un total de 3 goles.

### Platense
En enero de 2015 fichó con el Club Atlético Platensede la Primera B Nacional a préstamo por una temporada. Luego de terminar su contrato, renueva su contrato a préstamo por 6 meses. En mayo del 2017 sufrió una rotura de ligamentos, lo que lo alejó de las canchas por 6 meses. A mediados del 2017, luego de temporadas de buenos rendimientos renovó su contrato hasta junio del 2019. Fue parte del plantel campeón del Campeonato de Primera B 2017-18 (Argentina).
Luego de no renovar con Platense, se marcha al AE Larissas de la Superliga de Grecia como jugador libre. Fue presentado con el número 32 y jugó un total de 22 partidos, marcando un gol y dando una asistencia, ayudó a su equipo a salvar el descenso.
Luego de su paso por Grecia vuelve a Platense por un semestre y fue parte del plantel que ascendió a la Primera División de Argentina.

### F. B. C. Melgar
Tras quedar libre con Platense, medios argentinos informaron que sería nuevo jugador de Temperley, sin embargo, esta opción se cayó debido a que apareció la oferta de FBC Melgar de la Liga1 de Perú y que afrontará la Copa Sudamericana 2021. Su debut oficial en el torneo peruano fue en la primera fecha de la Fase 1 2021 (Perú) frente al subcampeón peruano, Universitario de Deportes en un empate de 1-1, donde jugó los últimos 10 minutos del partido.

## Clubes
| Club            | País      | Año         | PJ | Goles |
| --------------- | --------- | ----------- | -- | ----- |
| Huracán         | Argentina | 2011 - 2014 | 29 | 2     |
| Platense        | Argentina | 2015 - 2019 | 76 | 7     |
| AE Larissas     | Grecia    | 2019 - 2020 | 22 | 1     |
| Platense        | Argentina | 2020        | 3  | 0     |
| F. B. C. Melgar | Perú      | 2021        | 6  | 0     |
| Borneo F. C.    | Indonesia | 2021 -      | 58 | 10    |